# Jonathan Robinson
Jonathan Robinson (né le 18 novembre 1894 à Waterloo, mort le 11 octobre 1948 à Montréal) est un avocat et un homme politique québécois.  Il a été député du district électoral de Brome à l'Assemblée législative du Québec de 1936 à 1948 et ministre des Mines du Québec de 1944 à 1948.

## Biographie
Il est le fils d'Arthur Frederick Robinson et d'Annie M. Foster,  Il épouse Florence Walker McMaster le 5 juin 1928 à Westmount.  Il étudie au collège Bishop's. Lors de la Première Guerre mondiale, il s'enrôle dans le Corps expéditionnaire canadien, puis dans le Royal Flying Corps. De retour d'Europe, il reprend ses études au collège Bishop's et étudie le droit à l'université McGill.  Il est admis au Barreau du Québec le 10 décembre 1938.  Il exerce comme avocat à Montréal avec des associés, notamment le sénateur Adrian Norton Knatchbull Hugessen.  Il est secrétaire du Barreau de Montréal en 1932 et 1933.  Dans les années 1940, son étude prendra aussi comme associé le jeune avocat Daniel Johnson.
Lors de l'élection générale québécoise de 1936, Robinson est candidat de l'Union nationale et est élu député du district électoral de Brome à l'Assemblée législative du Québec. Il est réélu lors de l'élection générale de 1939 et celle de 1944  et celle de 1948.  Il est ministre des Mines dans le second gouvernement Duplessis du 30 août 1944 jusqu'à son décès.  En 1945, il présente le projet de loi autorisant le gouvernement à céder à bail l'exploitation des ressources minérales du Labrador québécois pour une période de 20 ans.  Il meurt en fonction le 11 octobre 1948, à 53 ans.  Il est inhumé le 14 octobre 1948 dans le cimetière de Knowlton.

## Honneurs
1948 : Docteur en droit honoris causa du collège Bishop's